# Janine Melnitz
Janine Melnitz är en fiktiv figur i berättelserna om Ghostbusters. Hon är Ghostbusters sekreterare och rådgivare. Hon spelas i långfilmerna av Annie Potts. Louise Raeder gör Janines röst i den svenska versionen. I den engelska versionen röst framförs den av Laura Summer och senare av Kath Soucie i Extreme Ghostbusters med Pat Musick som gör Janines röst.

## Fiktiv biografi
Janine Melnitz är Ghostbusters sekreterare som tar emot samtal från kunder.

## Andra medier

### Animerade serier
Janine Melnitz medverkar i animerade TV-serien The Real Ghostbusters liksom uppföljaren Extreme Ghostbusters.

### Datorspel
Figuren förekommer i datorspelet Ghostbusters: The Video Game från 2009 där Annie Potts gör rösten till sin rollfigur liksom hennes utseende förekommer.